# Helge Nielsen
Hans Karl Helge Nielsen (* 12. Oktober 1918 in Kopenhagen; † 11. Dezember 1991) war ein dänischer Gewerkschaftsfunktionär und Politiker der Socialdemokraterne, der unter anderem Wohnungsbau- und Umweltminister war.

## Leben
Nielsen, der aus einer Arbeiterfamilie stammte, absolvierte nach dem Besuch der Volksschule eine Ausbildung zum Handschuhmacher. Neben seiner Tätigkeit in diesem Beruf engagierte er sich auch in der kleinen Gewerkschaft der Handschuhmacher (Handskemagerforbund) und war dort zwischen 1946 und 1951 Hauptkassierer sowie im Anschluss bis 1956 deren Vorsitzender. 1956 wurde er Sekretär der Informationszentrale der Arbeiterbewegung (Arbejderbevægelsen) und war danach von 1964 bis 1971 deren Vorsitzender.
Bei der Wahl vom 15. November 1960 wurde Nielsen als Kandidat der Socialdemokraterne erstmals als Abgeordneter in das Folketing gewählt und vertrat dort zunächst bis zu den Wahlen vom 4. Dezember 1973 den Wahlkreis Kopenhagen-Bispeeng. Während dieser Zeit war er zugleich zwischen 1965 und 1971 auch Sekretär sowie von 1968 bis 1971 auch Sprecher für Wohnungspolitik der sozialdemokratischen Fraktion im Folketing.
Am 11. Oktober 1971 berief Ministerpräsident Jens Otto Krag Nielsen zum Wohnungsbauminister (Boligminister) in dessen dritte Regierung und bekleidete dieses Ministeramt auch in der darauf folgenden ersten Regierung von Ministerpräsident Anker Jørgensen bis zum 27. September 1973. In dieser Zeit befasste er sich auch mit der Sanierung von Wohngebieten und legte einen 1973 einen Gesetzentwurf zur Bewohnerbeteiligung bei Siedlungssanierungsprojekten vor. Im Anschluss übernahm er für wenige Wochen als Nachfolger von Jens Kampmann bis zum 19. Dezember 1973 das Amt des Umweltministers (Miljøminister).
Bei den Wahlen vom 9. Januar 1975 wurde Nielsen, der zwischen 1974 und 1975 Pressesprecher der Sanierungsgesellschaft Almennyttigt Saneringsselskab war, abermals im Wahlkreis Kopenhagen-Bispeeng als Abgeordneter in das Folketing gewählt, verlor sein Abgeordnetenmandat jedoch bereits bei der darauf folgenden Wahl am 15. Februar 1977. Kurz darauf ernannte Ministerpräsident Jørgensen ihn am 15. Februar 1975 zum Minister für Wohnungsbau und Umwelt in dessen zweiter Regierung.
Kurz vor der Wahl 1977 trat Nielsen am 26. Januar 1977 von diesem Ministeramt zurück und wurde unmittelbar darauf Direktor der Almennyttigt Saneringsselskab, wo er Nachfolger von Kaj Andresen, der zwischen 1964 und 1968 Wohnungsbauminister der zweiten Regierung Krag war. Während seiner Tätigkeit als Direktor dieser Sanierungsgesellschaft erfolgten umfangreiche Sanierungsarbeiten von Hinterhofbebauungen im Kopenhagener Stadtteil Gammelholm.